# Bromur de calci
El bromur de calci, CaBr₂, és un sòlid cristal·lí iònic, molt higroscòpic que es troba en diferents estats d'hidratació, els més importants són el bromur de calci dihidratat CaBr₂·2H₂O i l'hexahidratat CaBr₂·6H₂O. És molt soluble en aigua i soluble en etanol i acetona.
No és combustible. Es descompon en contacte amb superfícies calentes o flames, produint fums tòxics i corrosius. Reacciona amb àcids forts, produint fums corrosius.

## Aplicacions
El bromur de calci s'empra en la indústria petroliera en els processos de perforació per a l'extracció de petroli i de gas. També s'empra en fotografia, en la conservació d'aliments, en mescles anticongelants i en retardants del foc. El CaBr₂ s'empra en medicina en el tractament de l'epilèpsia, com a anticonvulsiu i sedant, tot i que els resultats sobre la potència anticonvulsiva del bromur han estat qüestionats i els mecanismes de la seva acció no estan clars. Aquestes propietats són degudes a la presència de l'anió bromur, Br- i característiques de tots els bromurs.